# Die Ärzte

Die Ärzte logo

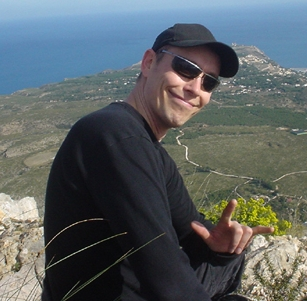
Farin Urlaub, a Die Ärzte énekese

A Die Ärzte (magyarul: „Az orvosok”) egy német punk-rock zenekar, egyike az üzletileg (is) legsikeresebb német zenekaroknak. A Német Zeneipari Szövetség adatai szerint lemezeladásaik száma a német piacon már a 23 millió darabot is meghaladja.
A zenészek az öniróniát sem nélkülözve "A világ legjobb zenekarának (Die beste Band der Welt)" titulálják magukat.

## 1982-1986 – Alapítás és az első évek
Bela és Farin már 1981. március 4-én összeismerkedett egy helyi diszkóban. Történt ugyanis, hogy a Bela akkori zenekarában (Soilent Grün) játszó gitárosnak ellopták a hangszerét, így Farin helyettesítette őt a koncerten. Amikor a Soilent Grün feloszlott, Bela, Farin és Sahnie megalapították a Die Ärztét.
Így az 1982-es felállás a következő volt: Farin Urlaub, polgári nevén: Jan Vetter – gitár, Bela B. (Dirk Felsenheimer) – dobok és Sahnie (Hans Runge) – basszusgitár.
Saját bevallásuk szerint nem volt különösebb oka, hogy ezt a nevet választották, habár számos elmélet létezik annak eredetéről.
A legelterjedtebb és egyben legkedveltebb szerint azért választották ezt a nevet, mert Bela B.-nek mindig is hiányzott az, hogy egyetlen csapat neve sem kezdődik Ä-vel.
Az első koncertjüket még 1982-ben Nyugat-Berlinben tartották egy elfoglalt házban. Majd egy vetélkedőn való fellépéssel 10 000 német márkát nyertek. Ebből a pénzből 1984-ben megjelentették első albumukat Uns geht's prima („Jól vagyunk”) címmel, amely csak öt számot tartalmazott. A lemezborítón található keresztet, amely nagyon hasonlított a Vöröskereszt által használt jelképhez, pereskedés után betiltották, mire az album utánnyomásai különböző színű kereszttel kerültek a boltokba.
A CBS Schallplatten GmbH lemezszerződést ajánlott nekik, amelynek termékekénk elkészült első nagylemezük, a Debil (1984). Ez az album hozta meg nekik az ismertséget és az áttörést.
1985-ben a Richy Gutira című német játékfilmben szerepeltek (egy a sikert kereső zenekart kellett eljátszaniuk), hogy a rájuk köszöntő anyagilag nehéz időszakot átvészelhessék.
Még ebben az évben megjelent második stúdióalbumuk, az Im Schatten der Ärzte („Az Ärzte árnyékában”), amely már a slágerlistákra is betört. Az album munkálatainak terhe nagyrészt Farin és Bela vállát nyomta.
Egy évvel később, a készülő új lemez munkálatai közben egy személyes konfliktus miatt Sahnie elhagyta a zenekart: Farin és Bela ugyanis egyre gyakrabban vettette a szemére, hogy ő csak a pénz és a bandababák („groupie”-k) miatt csinálja az egészet. Emellett gondot okozott az is, hogy Sahnie folyamatban lévő tanulmányai miatt a zenekari tevékenységet másodlagosan kezelte, és azt szerette volna, ha a zenekar többi tagja igazodik hozzá. Sahnie a kiváláskor 10.000 márka fejében lemondott minden jogáról, amely a közös lemezekkel kapcsolatosan megillette volna.

## 1986-1988 – Az ismertté válás és feloszlás
A két tagúvá vált zenekar, nem tétovázott, hanem megjelentette következő stúdióalbumát Die Ärzte címmel. A basszusgitáros szerepét Hagen Liebing (The Incredible Hagen, 1961–2016) vállalta, de valódi tagja sosem lett a zenekarnak.
Az albumon lévő Geschwisterliebe („Testvérszerelem”) című dal és a Debil című albumon lévő számok – Claudia hat 'nen Schäferhund („Claudiának van egy juhászkutyája”) és Schlaflied („Altatódal”) – miatt, a fiatalságot sértő dalszövegekre hivatkozva a két album indexre került, forgalmazásukat betiltották. Ezután a lemezeladás visszaesett és a fokozódó anyagi nehézségek miatt felmerült a visszavonulás gondolata.
Habár a Die Ärzte az akkori kettéosztott Berlinből indult, valójában csak később próbálta magát népszerűsíteni a keleti szektorban is, elsősorban Hagen Liebing hathatós segítségével.
A tiltólistára kerülésre egy új kislemez lett a válasz. 1987-ben kiadták az "Ab 18"-t, amely a korábban betiltott számok mellett új botránygyanús felvételeket is tartalmazott. Ezzel elérték, hogy az új lemezük is tiltólistára kerüljön. A kislemezt követően dolgozni kezdtek egy nagy stúdióalbumon, azonban a zenekar kiégettnek tűnt, s csak középszerű számokat tudtak felvenni, így inkább egy válogatáslemezt jelentettek, amely a még be nem tiltott dalokból, remixekből, valamint pár új szerzeményből állt. Az album az Ist das alles? – 13 Höhepunkte mit den Ärzten nevet kapta.
Mindenesetre a zenekar figyelmen kívül hagyta a tiltást: 1988. június 22-én ugyanis egy koncerten eljátszották a Geschwisterliebe instrumentális verzióját, amiért 1000 német márka pénzbírságot szabtak ki rájuk.
Ezt követte a zenekar 1989-es feloszlása, amit már a Das ist nicht die ganze Wahrheit… („Ez nem a teljes igazság…”) című albumukkal előrevetítettek 1988-ban. A lemezeladási számok meglepően magasak lettek. Feloszlásuk előtt megrendezték búcsúturnéjukat, amelyen rögzítették a Nach uns die Sintflut („Utánunk az özönvíz”) című nagylemezt. Ez a lemez olyan népszerűvé vált, hogy a német zenei toplistákon elérte az első helyet.

## 1989-1993 – A köztes időszak
A feloszlás után kiadott album Die Ärzte früher! – Der Ausverkauf geht weiter! („Az Ärzte régen! – Folytatódik a kiárusítás!”) a régi számok mellett korábban ki nem adott dalokat is tartalmazott.
1989 és 1993 között mind Bela B., mind pedig Farin különböző kisebb együttesekben játszott, ám sikert nem tudtak elkönyvelni. Ehhez képest a korábbi lemezeik jobb eladásokat produkáltak, mint a Die Ärzte fennállásának idején.

## 1993-1999 – Az újraalakulás és az azt követő évek
1993-ban Bela és Farin elhatározta, hogy egy új basszusgitárossal (Rodrígo González) újraalakulnak. A "Musik Markt" folyóiratban feladott egész oldalas hirdetéssel kerestek új lemezkiadót ("A világ legjobb zenekara lemezgyárat keres"), a hirdetés olyan jól sikerült, hogy némely kiadó versengett, hogy meggyőzze ajánlatával a zenekart, amely a Metronome Kiadó mellett tette le a voksát.
A visszatérés a Die Bestie in Menschengestalt („Az emberi alakba bújt bestia”) című albumukkal jobban nem is sikerülhetett volna. Ezen a lemezen található egyik legsikeresebb daluk is, a Schrei nach Liebe, amely az akkoriban terjedő szélső jobboldali erőszakhullámot dolgozza fel és bírálja élesen. 1993 októbere és 1994 augusztusa között összesen 155 koncertet adtak.
1994-ben látott napvilágot az első best-of lemezük "Das Beste von kurz nach früher bis jetzte" címen.
1995-ben jelent meg a Planet Punk című album, amely az addigi „legpunkosabb” alkotásuk lett. A címadást hosszú tanácskozás és vita előzte meg, de még így is olyan megoldás született csak, amellyel egyik tag sem volt igazán elégedett, leginkább azon folyt a diskurzus, hogy mi köze van a Die Ärzének a punkhoz, habár tény, hogy az album punkosabbra sikerült minden korábbinál, sőt jóval kísérletezőbbnek is tűnt elődeinél. Az új album reklámjára meglepő és hatásos terv készült el: szöveg nélküli plakátokat akartak készíteni, amelyeken Bela és Farin meztelenül, míg Rod túlöltöztetve szerepelt volna. Az akció megfeneklett az értelem zátonyán, de a meztelen képeket évekkel később felhasználták koncertjegyekhez.
Ugyanebben az évben korlátozott példányszámban kiadták az 1, 2, 3, 4 – Bullenstaat! („1, 2, 3, 4 – Zsaruállam!”) című lemezt.
1996 májusában jelent meg a Le Frisur című koncepció-album, amely kizárólag a haj és frizura témakör köré csoportosuló számokat tartalmaz. Nem sokkal ezután Bela és Rod régi álma is valóra válhatott: a KISS együttes előzenekara lehettek Németországban és Svájcban is.
1998-ban megalapították saját lemezkiadó cégüket Hot Action Records néven. A kiadó által megjelentett lemezek másolásvédelem nélkül kerültek piacra, mivel a zenekar méltánytalannak találta ezt az eljárást a lemezt megvásárló becsületes rajongókkal szemben, s emellett nem akarta nevetségessé tenni magát a könnyen megkerülhető védelmi elemekkel. Ekkor már saját gondozásban jelentették meg a következő sikeres albumukat 13 címmel. Az ezen található Männer sind Schweine („A férfiak disznók”) című számmal először sikerült felkerülniük a német slágerlisták élére. Az elkövetkező kb. 70 koncert után a zenekar újra kisebb válság elé nézett, és majdnem feloszlott. Saját bevallásuk szerint már látni sem bírták egymást ebben az időben.
Egy rövidebb szünet után az első élő duplaalbum következett Wir wollen nur deine Seele („Csak a lelkedet akarjuk”) címmel, amelyhez a felvételeket 1993 óta gyűjtötték, s amely 1999. november 11-én jelent meg.

## 2000-napjainkig
2000-ben titkos turnéra mentek Wir operieren wieder („Újra operálunk”) címmel. A koncertsorozat keretében a Die Toten Hosen nevű punk-együttessel is felléptek Berlinben, majd azon kívül Düsseldorfban. A két zenekart a média folyamatosan ellenfélként és ellenségként próbálta meg beállítani, ám valójában – néhány nézeteltéréstől eltekintve – sosem volt semmi problémájuk egymással.
2000 októberében jelent meg a Runter mit den Spendierhosen, Unsichtbarer! (szabad fordításban: Elég az adakozásból, láthatatlanok! (a lemezt egy „plüssbugyiban” dobták a piacra)–> utalás a média által kitalált ellentétre a Die Toten Hosennel szemben) című következő stúdióalbumuk, amelynek első kislemezét már a megjelenés előtt élőben bemutatták Harald Schmidt születésnapja alkalmából annak éjszakai műsorában.
2001 hamvazószerdáján egy internetkoncerttel rukkoltak elő, amelyet a próbatermükből közvetített a T-Online élőben. A rajongók chaten keresztül adhatták le kívánságaikat. Ugyancsak 2001-ben jelent meg a "5, 6, 7, 8 – Bullenstaat" című szinte csak más német punkbandák számainak a feldolgozását tartalmazta. Ezt a lemezt csak a rajongói klubon keresztül terjesztették, így nem kerülhetett kereskedelmi forgalomba.
2001. március 5-én jelent meg a valójában viccnek szánt Yoko Ono című, 30 másodperces számuk, amelyből a nagy sikerre való tekintettel elkészült a Guinness Rekordok Könyve által is jegyzett 45 másodperces videó, amely a legrövidebb zenei videóként írta be magát a Könyvbe.
2001 nyarán "Rauf auf die Bühne, Unsichtbarer!" névvel megindított turnéjukon már nemcsak Németországban, Svájcban és Ausztriában léptek fel, hanem eljutottak Luxemburgba és Olaszországba hacsak egyetlen koncert erejéig is.
2002. június 21-én a húszéves jubileumi koncerten több mint 35 000 néző előtt játszottak hatalmas sikerrel Berlinben a Mariannenplatzon. A koncertnek a "15 Jahre netto" ("15 év netto") címet adták, utalva ezzel az 1988-1993-ig tartó kihagyásra. Meglepetésként a "2000 Mädchen" című számuknál Hagen Liebling is színpadra lépett, míg Dianne Weigmann a "Männer sind Schweine" című számban énekelt.
2002 augusztusában 31-én élő unplugged lemezt rögzítettek a hamburgi Albert-Schweitzer-Gymnasium-ban, amely később MTV-Unplugged koncertként került az MTV műsorára. A koncerten az iskolai zenekar és kórus is vendégszerepelt, a felvett anyagból később "Rock 'n Roll Realschule" címen lemez és DVD is készült.
2003-ban dupla stúdióalbumot jelentettek meg Geräusch („Zaj”) címen, a zenekar a Fettes Brot nevű hiphop zenekarral együtt turnéra indult, amelyet a nagy érdeklődésre való tekintettel 2008. június 18-i hétvégén három ráadáskoncert követte. Mindhárom koncertre egyenként 20000 fő volt kíváncsi (előzenekarként a Village People-t harangozták be).
2004-ben az Unrockstar nevet viselő turnéra mentek, amely 47 koncertet foglalt magába. Ugyanebben az évben megjelent a Die Band, die sie Pferd nannten („Az együttes, amelyet Lónak neveztek”) című DVD, amelyet a koncertsorozat alatt forgattak. Dél-amerikai turnéjukon többek között Rod szülővárosában, Santiago de Chilében is játszottak.
A még a nyolcvanas években betiltott dalokat a hatóságok 2004-ben újra engedélyezték. Ennek hatására jelentette meg az együttes újra Debil című albumát – kis címváltoztatással: Devil.
2006 októberében jött ki a legnagyobb sikereket tartalmazó dupla albumuk Bäst of címmel.
2007-ben – négy év elteltével – vadonatúj stúdiólemezzel jelentkeztek, amely a Jazz ist anders címet viseli. A felvételek 2007 áprilisában és júniusában zajlottak Berlinben.
Sorrendben tizenharmadik stúdióalbumok auch címen 2012 tavaszán látott napvilágot. A lemez tizenhat új dalt tartalmaz.
Ezt követően a tagok folytatták korábban megkezdett szóló projektjeiket. Bela, Farin és Rod is több önálló albumot adott ki , illetve koncertezett saját zenekarával.
Nyolc év kihagyást, két turnét és néhány nyári fesztivál koncertet, illetve egy 10 helyszínt érintő klubkoncert-turnét követően 2020-ban újabb lemez következett, amely a Hell címet kapta. Az albumon18 szám található.
Az új album kapcsán 2021-re tervezett koncertturnét a COVID-19 pandémia miatt el kellett halasztani. 2022 májusban kezdődik várhatóan a kizárólag berlini helyszíneket tartalmazó Berlin Tour MMXXII klubkocert sorozat és ezzel párhuzamosan zajló, három országban 20 helyszínt érintő Buffalo Bill in Rom turné.
A zenekar 2021. június 10-én jelentette be az újabb album érkezését, Dunkel címmel. A 19 számot tartalmazó lemez 2021. szeptember 24-én jelent meg.
Az új lemezek megjelentetésével párhuzamosan az együttes a régi Die Ärzte albumok újrakiadásával is a rajongók kedvében igyekszik járni. Eddig az első négy albumot adták ki, kizárólag bakeliten.

## Zenei stílusuk
A berlini zenekar zenéje igen dallamos, valahol a punkrock és a popzene között helyezkedik. Jellemző rájuk, hogy lemezeiken rengeteget kísérleteznek különböző hangszerekkel, technikákkal zenei irányzatokkal. Az újraalakulás után keményebb stílust öltöttek magukra. Életérzésük, öltözködésük szorosan összefügg a punkkal, bár ez nem mindig nyilvánul meg a zenéjükben. Albumcímeikre, dalszövegeikre, megnyilvánulásaikra szinte minden esetben jellemző a humor és az (ön-) irónia.

## Magyarországi koncertjeik
- 2000. augusztus 6. – Pepsi Sziget fesztivál
- 2001. augusztus 30. – E-klub
- 2004. augusztus 10. – Pepsi Sziget fesztivál
- 2008. augusztus 15. – Sziget fesztivál
- 2013. augusztus 7.  – Sziget fesztivál

## Kiadványaik

### EP-k
- 1984: Zu schön, um wahr zu sein!
- 1984: Uns geht's prima…
- 1994: 1, 2, 3, 4 – Bullenstaat!
- 1995: Rod loves you
- 2000: Satanische Pferde
- 2001: 5, 6, 7, 8 – Bullenstaat!
- 2001: Männer haben kein Gehirn

### Albumok
- 1984: Debil
- 1985: Im Schatten der Ärzte
- 1986: Die Ärzte
- 1988: Das ist nicht die ganze Wahrheit…
- 1993: Die Bestie in Menschengestalt
- 1995: Planet Punk
- 1996: Le Frisur
- 1998: 13
- 2000: Runter mit den Spendierhosen, Unsichtbarer!
- 2003: Geräusch
- 2007: Jazz ist anders
- 2012: auch
- 2020: Hell
- 2021: Dunkel

### Koncertalbumok
- 1988: Nach uns die Sintflut
- 1999: Wir wollen nur deine Seele (live)
- 2002: DÄ unplugged Rock'n'Roll Realschule (live, MTV Unplugged)

### Egyéb
- 1987: Ist das alles? – 13 Höhepunkte mit den Ärzten (teilweise Best-Of)
- 1987: Ab 18 (Mini-LP, teilweise Best-Of)
- 1989: Die Ärzte früher! – Der Ausverkauf geht weiter!
- 1994: Das Beste von kurz nach früher bis jetze (Best-Of)
- 2001: die ärzte (Best-Of für japanischen Markt)
- 2005: Devil
- 2006: Bäst of

### Dalok
1984: Paul
1985: Zu spät
1985: Original Ärztesoundtrack zum Film „Richy Guitar“
1985: Wegen dir
1986: Du willst mich küssen
1986: Für immer
1986: Ist das alles?
1987: Gehn wie ein Ägypter
1987: 2000 Mädchen
1988: Radio brennt
1988: Ich ess' Blumen
1988: Westerland
1988: Zu spät (Hit Summer Mix '88)
1989: Teenager Liebe
1989: Bitte bitte
1993: Schrei nach Liebe
1993: Mach die Augen zu
1994: Friedenspanzer
1994: Quark
1995: Ein Song namens Schunder
1995: Hurra
1995: 3-Tage-Bart
1996: Mein Baby war beim Frisör
1998: Ein Schwein namens Männer
1999: Goldenes Handwerk
1999: 1/2 Lovesong
1999: Rebell
1999: Elke (live)
2000: Wie es geht
2000: Manchmal haben Frauen…
2001: Yoko Ono
2001: Rock'n'Roll-Übermensch
2002: Komm zurück / Die Banane (unplugged)
2003: Unrockbar
2003: Dinge von denen
2004: Nichts in der Welt
2004: Deine Schuld
2004: Die klügsten Männer der Welt
2007: Junge

### Videók és filmek
- 1985: Richy Guitar
- 1988: Die Beste Band Der Welt (… und zwar live) I (VHS)
- 1989: Die Beste Band Der Welt (… und zwar live) II (VHS)
- 1996: Gefangen im Schattenreich von Die Ärzte (VHS)
- 1996: Noch mehr gefangen im Schattenreich von Die Ärzte (VHS)
- 1999: Killer (VHS)
- 2000: Killer (DVD)
- 2002: Unplugged: Rock'n'Roll Realschule (VHS)
- 2002: Unplugged: Rock'n'Roll Realschule (DVD)
- 2003: Vollkommen Gefangen im Schattenreich von die ärzte (DVD)
- 2004: Die Band, die sie Pferd nannten (DVD)
- 2009: Overkiller (DVD)
- 2012: Die Nacht der Dämonen (Live-DVD)